# David Kopřiva
David Kopřiva (* 18. Oktober 1979 in Prag) ist ein ehemaliger tschechischer Ruderer.

## Sportliche Karriere
Kopřiva belegte 1999 beim Nations Cup, einem Vorgängerwettbewerb der U23-Weltmeisterschaften, den zehnten Platz im Doppelvierer. Im Jahr darauf erreichte er den fünften Platz im Doppelzweier.
2001 trat er mit Vaclav Vochoska im Doppelzweier an, die beiden belegten den 15. Platz bei den Weltmeisterschaften in Luzern. 2002 wechselte er in den Doppelvierer. Zusammen mit Jakub Stencl, Jakub Hanák und Jakub Litera belegte er den neunten Platz bei den Weltmeisterschaften in Sevilla. Nach zwei vierten Plätzen und einem zweiten Rang im Weltcup 2003 gewannen David Kopřiva, Petr Vitásek, Jakub Hanák und David Jirka bei den Weltmeisterschaften in Mailand die Silbermedaille hinter dem deutschen Doppelvierer. Im Weltcup 2004 belegte Kopřiva mit dem Doppelvierer zweimal den dritten Platz, im Finale der Olympischen Spiele in Athen siegten die Russen vor den Tschechen mit David Kopřiva, Tomáš Karas, Jakub Hanák und David Jirka.
Der 1,92 m große David Kopřiva ruderte für Dukla Prag.